# Wettmershagen
Wettmershagen ist ein Ortsteil der Gemeinde Calberlah und liegt zwischen Wolfsburg-Sülfeld und Calberlah-Allenbüttel im Landkreis Gifhorn, Niedersachsen.

## Geografie
Am südlichen Rand des Ortes fließt die Edesbütteler Riede. Die Edesbütteler Riede ist ein rechter Nebenfluss der Hehlenriede. Der Bach entsteht östlich von Wettmershagen durch den Zusammenfluss mehrerer kleiner Bäche und Entwässerungsgräben. Quellen dieser Bäche sind bei Grassel, Klein Brunsrode und Essenrode. Von Wettmershagen fließt der Bach in westlicher Richtung und dükert zwischen Edesbüttel und Calberlah nacheinander den Mittellandkanal, den Elbe-Seitenkanal und nochmals den Mittellandkanal. Danach mündet die Edesbütteler Riede in die Hehlenriede.

## Geschichte
Am 1. März 1974 wurde Wettmershagen in die Gemeinde Calberlah eingegliedert.

## Kultur und Sehenswürdigkeiten

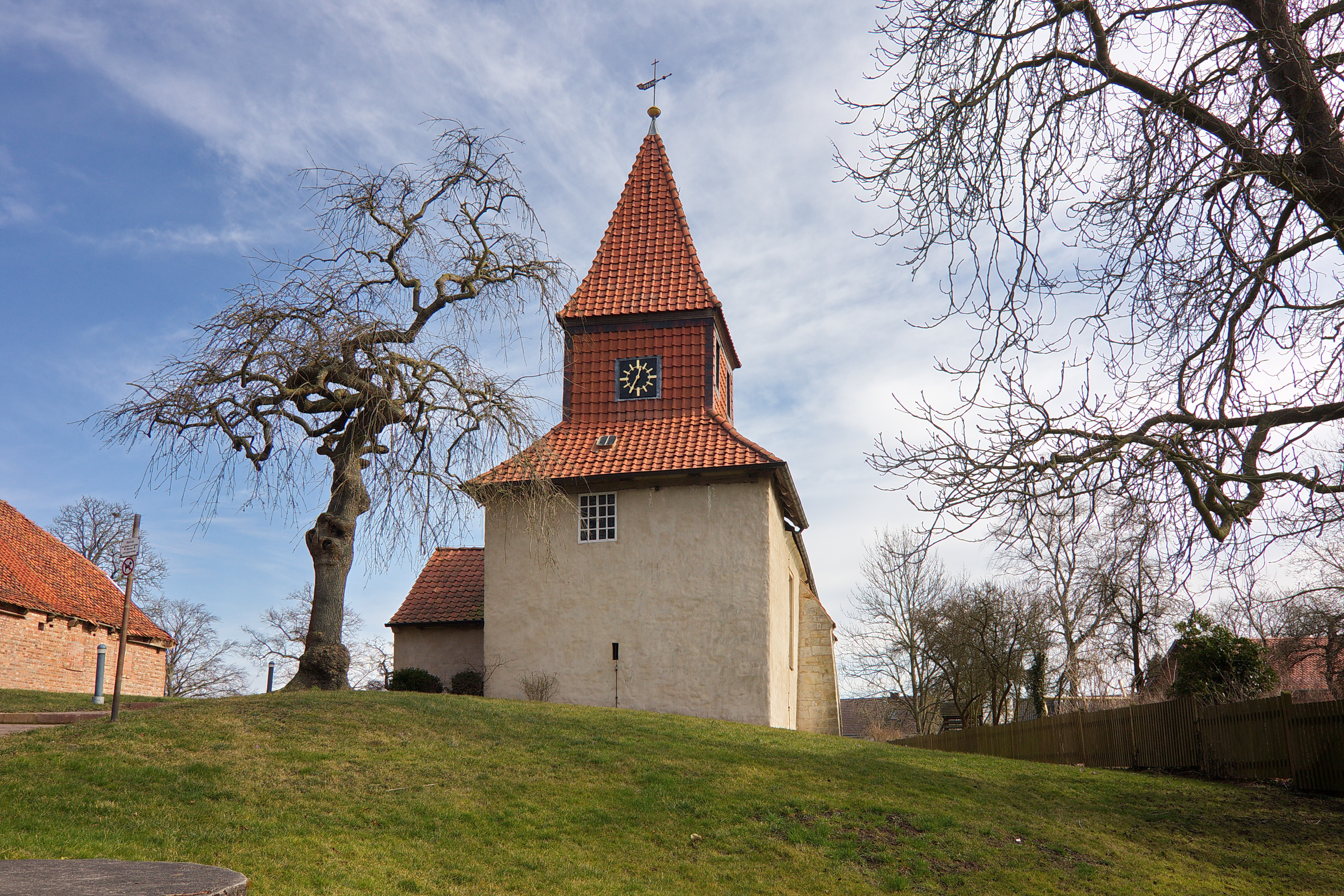
Kirche St. Johannes der Täufer

Im Ortskern befindet sich die evangelisch-lutherische, im Jahr 1248 beurkundete Dorfkirche St. Johannes d. Täufer. Die Orgel aus dem Jahr 1861 wurde 2005 renoviert.